# Hoplojana tripunctata
Hoplojana tripunctata är en fjärilsart som beskrevs av Aurivillius 1897. Hoplojana tripunctata ingår i släktet Hoplojana och familjen Eupterotidae. Inga underarter finns listade i Catalogue of Life.